# ブギー太三
ブギー太三（ぶぎーたいぞう）は岡山県岡山市出身のロ男性ロック・ミュージシャン。ブギーさんと呼ばれている。携帯電話が嫌いな事と将棋が好きな事で有名。路上ライブから活動を始め、初めて書いたオリジナル曲がTV番組で使われた事から有名となる。1995年には、約1ヶ月間のヨーロッパツアー、1997年にはインドで音楽活動を行った。

## 過去の出演

### テレビ
- 銭形金太郎（テレビ朝日）2004年5月27日

### ラジオ
- SATURDAY KICK OFF!〜歌ってお出かけベスト30〜（TOKYO-FM）2002年11月9日

### 雑誌
- SPA!

## 作品
- 1stアルバム『Funky Radio Driver』
- 2ndアルバム『SAME OLD NOISE』